# Museo diffuso della Resistenza, della deportazione, della guerra, dei diritti e della libertà
Il Museo diffuso della Resistenza, della Deportazione, della Guerra, dei Diritti e della Libertà è costituito da un centro d'interpretazione, che ha sede presso il palazzo juvarriano dei "Quartieri Militari" (Polo del '900), a Torino, e da una rete di luoghi distribuiti sul territorio urbano.

## Fondazione
Il museo è stato inaugurato il 30 maggio 2003. La nascita è frutto della collaborazione tra gli enti locali (comune, regione e provincia) e associazioni e istituti che si occupano di storia del Novecento e in particolar modo della Resistenza.

## Allestimento
L'allestimento permanente, multimediale e interattivo, consente al visitatore di rivivere, attraverso documenti e filmati, la storia della città dalle Leggi razziali del 1938 all'entrata in vigore della nuova Costituzione repubblicana, passando per i tragici avvenimenti della seconda guerra mondiale; fa parte del percorso il rifugio antiaereo.
Il museo offre attività educative e percorsi rivolti alle scuole e alla cittadinanza e promuove la valorizzazione dei "luoghi della memoria" del territorio cittadino e provinciale. Nello stesso edificio, in via del Carmine 13, hanno sede inoltre l'Istituto piemontese per la storia della Resistenza e della società contemporanea "Giorgio Agosti" (ISTORETO), l'Archivio nazionale cinematografico della Resistenza e il Centro internazionale di studi "Primo Levi".